# یوهانس دروست
یوهانس دروست (انگلیسی: Johannes Drost؛ ۲۲ ژوئن ۱۸۸۰ - ۱۸ سپتامبر ۱۹۵۴) یک شناگر اهل هلند بود.
وی در بازی‌های المپیک برنده ۱ مدال برنز شده‌است.